# Kernkraftwerk Columbia
Das Kernkraftwerk Columbia (englisch Columbia Generating Station), oder auch Washington State Power Plant (WSPP) genannt, mit einem Siedewasserreaktor ist in Hanford im US-Bundesstaat Washington gelegen. Es ist der einzig fertiggestellte des 5 Reaktoren umfassenden Programms "Washington Public Power Supply System Nuclear Project", dabei sollten die Blöcke 1, 2 und 4 bei Hanford und 3 & 5 bei Elma im Grays Harbor County entstehen. Das Areal liegt in unmittelbarer Nachbarschaft der  Hanford Site. Dieses riesige Gelände war einst der größte US-Produktionskomplex für Nuklearwaffen; er ist radioaktiv stark kontaminiert. (Liste hier)
Das Kernkraftwerk wurde ab 1972 von General Electric für den Betreiber Washington Public Power Supply System gebaut, der sich 1999 in Energy Northwest umbenannte und es unter diesem Namen bis heute betreibt.
Der Kernreaktor wurde am 19. Januar 1984 zum ersten Mal kritisch. Er ging am 27. Mai 1984 ans Netz. Er besitzt ein Mark-II-Containment, eine Weiterentwicklung des in gewissen Belangen als ungenügend eingestuften vorherigen Mark-I-Containments; es ähnelt stark dem Containment der schwedischen ASEA-Siedewasserreaktoren.
Das Kraftwerk wird durch sechs Kühltürme gekühlt.
Das AKW erhielt am 20. Dezember 1983 eine Betriebsgenehmigung (operating license) von der Nuclear Regulatory Commission (NRC) für die üblichen 40 Jahre. Am 19. Januar 2010 beantragte Northwest bei der NRC eine Verlängerung der Betriebsgenehmigung um 20 Jahre, am 5. Mai 2012 wurde diese genehmigt.

## Störfälle
Im Oktober 1998 brachte ein Wasserhammer das Ventil einer Hilfsanlagenleitung im Reaktorgebäude zum Bersten. Rund 650 Kubikmeter Wasser strömten aus und überfluteten die Pumpenräume der Niederdruck-Notkühlpumpen sowie der Kondensationskammer-Pumpen, deren Türen nicht gegen solche Wassermassen ausgelegt waren und aufbrachen. Der Reaktor konnte mit Hilfe der normalen Betriebssysteme heruntergekühlt werden; hätten diese aber versagt, wäre eine Notkühlung stark erschwert gewesen.

## Daten der Reaktorblöcke
Das Kernkraftwerk Columbia hat einen fertiggestellten und 2 unvollendete Blöcke:
| Reaktorblock     | Reaktortyp         | Netto- leistung | Brutto- leistung | Baubeginn  | Netzsyn- chronisation           | Kommer- zieller Betrieb         | Abschal- tung                   |                                 |
| ---------------- | ------------------ | --------------- | ---------------- | ---------- | ------------------------------- | ------------------------------- | ------------------------------- | ------------------------------- |
| WNP-1            | Druckwasserreaktor | 1259 MW         | 1339 MW          | 01.08.1975 | Bau am 1. Januar 1983 storniert | Bau am 1. Januar 1983 storniert | Bau am 1. Januar 1983 storniert | Bau am 1. Januar 1983 storniert |
| Columbia (WNP-2) | Siedewasserreaktor | 1107 MW         | 1190 MW          | 19.02.1972 | 27.05.1984                      | 13.12.1984                      | (2043 geplant)                  |                                 |
| WNP-4            | Druckwasserreaktor | 1250 MW         | 1340 MW          | 01.08.1975 | Bau am 1. Januar 1982 storniert | Bau am 1. Januar 1982 storniert | Bau am 1. Januar 1982 storniert | Bau am 1. Januar 1982 storniert |